# Periclasio
Il periclasio è un minerale basato sul MgO.

## Abito cristallino
Impacchettamento cubico compatto di O con tutte le lacune ottaedriche occupate.

## Origine e giacitura
Metamorfismo termico di contatto tra una roccia magmatica ed una dolomia.

## Forma in cui si presenta in natura
Cristalli biancastri, trasparenti, tendenti al bruno se vi sono impurezze di Fe.
Usato per la produzione di materiali ceramici refrattari.
La struttura cristallina del periclasio corrisponde a quella dell'alite ed è stata ampiamente studiata grazie alla sua semplicità. Di conseguenza, le proprietà fisiche del periclasio sono ben note, il che rende il minerale uno standard popolare nel lavoro sperimentale. È stato dimostrato che il minerale rimane stabile a pressioni fino ad almeno 360 GPa.